# UFC 262
UFC 262: Oliveira vs. Chandler（ユーエフシー・ツーシックスティツー：オリベイラ・バーサス・チャンドラー）は、アメリカ合衆国の総合格闘技団体「UFC」の大会の一つ。2021年5月15日、テキサス州ヒューストンのトヨタセンターで開催された。

## 大会概要
本大会はチャールズ・オリベイラとマイケル・チャンドラーによるUFC世界ライト級王座決定戦が組まれた。
本大会に出場したトニー・ファーガソンの要望により、同大会限定でファイトボーナスが5万ドルから7万5000ドルに引き上げられた。

## 試合結果

### アーリープレリム
第1試合 ライト級 5分3R
○  クリストス・ジアゴス vs.  ショーン・ソリアーノ ×
2R 0:59 ブラボーチョーク
第2試合 フェザー級 5分3R
○  タッカー・ラッツ vs.  ケビン・アギラー ×
3R終了 判定3-0（30-27、29-28、29-28）
第3試合 女子フライ級 5分3R
○  プリシラ・カショエイラ vs.  ジーナ・マザニー ×
2R 4:51 TKO（スタンドパンチ連打）

### プレリミナリーカード
第4試合 女子フライ級 5分3R
○  アンドレア・リー vs.  アントニーナ・シェフチェンコ ×
2R 4:52 腕ひしぎ三角固め
第5試合 ミドル級 5分3R
○  ジョーダン・ライト vs.  ジェイミー・ピケット ×
1R 1:04 TKO（右膝蹴り→パウンド）
第6試合 フェザー級 5分3R
○  ランド・バンナータ vs.  マイク・グランディ ×
3R終了 判定2-1（29-28、27-30、30-27）
第7試合 ミドル級 5分3R
○  アンドレ・ムニス vs.  ホナウド・ジャカレイ ×
1R 3:59 腕ひしぎ十字固め

### メインカード
第8試合 フェザー級 5分3R
○  エジソン・バルボーザ vs.  シェーン・ブルゴス ×
3R 1:16 KO（右フック→パウンド）
第9試合 女子フライ級 5分3R
○  ケイトリン・チュケイギアン vs.  ビビアン・アラウジョ ×
3R終了 判定3-0（29-28、29-28、30-27）
第10試合 137ポンド契約 5分3R
○  ホジェリオ・ボントリン vs.  マット・シュネル ×
3R終了 判定3-0（30-27、30-27、29-28）
※ボントリンの体重超過によりバンタム級から変更
第11試合 ライト級 5分3R
○  ベニール・ダリウシュ vs.  トニー・ファーガソン ×
3R終了 判定3-0（30-27、30-27、30-27）
第12試合 UFC世界ライト級王座決定戦 5分5R
○  チャールズ・オリベイラ vs.  マイケル・チャンドラー ×
2R 0:19 TKO（左フック→パウンド）
※オリベイラが王座獲得に成功。

### 各賞
ファイト・オブ・ザ・ナイト：エジソン・バルボーザ vs. シェーン・ブルゴス
パフォーマンス・オブ・ザ・ナイト：チャールズ・オリベイラ、クリストス・ジアゴス
各選手にはボーナスとして7万5000ドルが授与された。

### カード変更
負傷などによるカードの変更は以下の通り。